# KUD Idijoti
КUD Idijoti  so bili punk glasbena skupina iz Pule, ustanovljena leta 1981. 
Skupino je ustanovil kitarist in frоntman skupine Sаlе Vеrudа. Nekaj časa so igrali skupaj s Petrom Lovšinom in leta 1998 izdali skupni album Osmi sekretar SKOJ-a 88-98 .

## Člani
- Branko Črnac - Tusta - vokal
- Sale Veruda - kitara, back vokal
- Dr. Fric - bas kitara, back vokal
- Ptica - bobni

## Diskografija
- Legendarni u živo (1986)
- Bolje izdati ploču nego prijatelja (1987)
- Lutke na koncu (1987)
- Hoćemo cenzuru (1988)
- Live in Biel (1988)
- Bolivia R'n'R (1989)
- Mi smo ovdje samo zbog para (1990)
- Đuro was sold out (1991)
- Glupost je neuništiva (1992)
- Tako je govorio Zaratusta (1993)
- Istra ti materina (1995)
- Megapunk (1995)
- Fuck (1996)
- Single collection vol 1 (1997)
- Cijena ponosa (1997)
- Osmi sekretar SKOJ-a 88-98 (1998)
- Gratis hits live! (1999)
- Remek-djelo (2001)
- Tako je govorio Zaratusta (2002)